# U-524 (tàu ngầm Đức)
U-524 là một tàu ngầm tấn công  Lớp Type IX thuộc phân lớp Type IXC được Hải quân Đức Quốc Xã chế tạo trong Chiến tranh Thế giới thứ hai. Nhập biên chế năm 1942, nó chỉ thực hiện được hai chuyến tuần tra và đánh chìm được hai tàu buôn với tổng tải trọng 16.256 GRT. Trong chuyến tuần tra cuối cùng, U-524 bị một máy bay ném bom B-24 Liberator của Không lực Lục quân Hoa Kỳ đánh chìm trong Đại Tây Dương về phía Nam Madeira vào ngày 22 tháng 3, 1943.

## Thiết kế và chế tạo

### Thiết kế
Thiết kế của tàu ngầm Type IXC có kích thước hơi nhỉnh hơn so với phân lớp Type IXB dẫn trước. Chúng có trọng lượng choán nước 1.120 t (1.100 tấn Anh) khi nổi và 1.232 t (1.213 tấn Anh) khi lặn. Con tàu có chiều dài chung 76,76 m (251 ft 10 in), lớp vỏ trong chịu áp lực dài 58,75 m (192 ft 9 in), mạn tàu rộng 6,76 m (22 ft 2 in), chiều cao 9,60 m (31 ft 6 in) và mớn nước 4,70 m (15 ft 5 in).
Chúng trang bị hai động cơ diesel MAN M 9 V 40/46 siêu tăng áp 9-xy lanh 4 thì, tổng công suất 4.400 PS (3.200 kW; 4.300 bhp), dẫn động hai trục chân vịt đường kính 1,92 m (6,3 ft), cho phép đạt tốc độ tối đa 18,3 kn (33,9 km/h), và tầm hoạt động tối đa 13.450 nmi (24.910 km) khi đi tốc độ đường trường 10 kn (19 km/h). Khi đi ngầm dưới nước, chúng sử dụng hai động cơ/máy phát điện Siemens-Schuckert 2 GU 345/34 tổng công suất 1.000 PS (740 kW; 990 shp). Tốc độ tối đa khi lặn là 7,3 kn (13,5 km/h), và tầm hoạt động 63 nmi (117 km) ở tốc độ 4 kn (7,4 km/h). Con tàu có khả năng lặn sâu đến 230 m (750 ft).
Vũ khí trang bị có sáu ống phóng ngư lôi 53,3 cm (21 in), bao gồm bốn ống trước mũi và hai ống phía đuôi, và mang theo tổng cộng 22 quả ngư lôi 53,3 cm (21 in). Tàu ngầm Type IX trang bị một hải pháo 10,5 cm (4,1 in) SK C/32 với 110 quả đạn, một pháo phòng không 3,7 cm (1,5 in) SK C/30 và hai pháo phòng không 2 cm (0,79 in) C/30. Thủy thủ đoàn bao gồm 4 sĩ quan và 44 thủy thủ.

### Chế tạo
U-524 được đặt hàng vào ngày 14 tháng 2, 1940, và được đặt lườn tại xưởng tàu Deutsche Werft ở Hamburg vào ngày 7 tháng 8, 1941. Nó được hạ thủy vào ngày 30 tháng 4, 1942, và nhập biên chế cùng Hải quân Đức Quốc Xã vào ngày 8 tháng 7, 1942 dưới quyền chỉ huy của Hạm trưởng, Đại úy Hải quân Walter Freiherr von Steinaecker.

## Lịch sử hoạt động
Sau khi hoàn tất việc chạy thử máy và huấn luyện trong thành phần Chi hạm đội U-boat 4, U-524 được điều sang Chi hạm đội U-boat 10 từ ngày 1 tháng 12, 1942 để hoạt động trên tuyến đầu cho đến khi bị mất.

### Chuyến tuần tra thứ nhất
Sau khi di chuyển từ cảng Kiel, Đức đến cảng Kristiansand, Na Uy vào đầu tháng 11, 1942, U-524 xuất phát từ đây vào ngày 14 tháng 11 cho chuyến tuần tra đầu tiên trong chiến tranh. Nó tiến ra Bắc Hải, rồi băng qua khe GI-UK giữa Iceland và quần đảo Faroe để vòng qua quần đảo Anh và hoạt động tại khu vực giữa Bắc Đại Tây Dương về phía Đông Nam Greenland. Vào ngày 8 tháng 12, nó phóng bốn quả ngư lôi tấn công Đoàn tàu HX-217 ở vị trí về phía Đông Nam mũi Farewell, Greenland, đánh chìm chiếc tàu chở dầu Anh Empire Spenser 8.194 GRT. U-524 kết thúc chuyến tuần tra khi quay trở về cảng Lorient bên bờ Đại Tây Dương của Pháp đã bị Đức chiếm đóng, đến nơi vào ngày 9 tháng 1, 1943.

### Chuyến tuần tra thứ hai – Bị mất
U-524 khởi hành từ Lorient vào ngày 3 tháng 3, 1943 cho chuyến tuần tra thứ hai, cũng là chuyến cuối cùng, và đã hướng phía Tây Nam để hoạt động tại lối ra vào phía Tây của eo biển Gibraltar. Vào ngày 15 tháng 3, nó phóng hai quả ngư lôi tấn công Đoàn tàu UGS-6, đánh chìm chiếc tàu buôn Pháp Wyoming 8.062 GRT ở vị trí về phía Bắc quần đảo Azores.
Đến ngày 22 tháng 3, U-524 bị một máy bay ném bom B-24 Liberator thuộc Liên đội Chống ngầm 2 Không lực Lục quân Hoa Kỳ thả mìn sâu đánh chìm trong Đại Tây Dương về phía Nam Madeira, tại tọa độ 30°15′B 18°13′T / 30,25°B 18,217°T. Toàn bộ 52 thành viên thủy thủ đoàn của U-524 đều đã tử trận.

### "Bầy sói" tham gia
U-524 từng tham gia ba bầy sói:
- Panzer (23 tháng 11 – 11 tháng 12, 1942)
- Ungestüm (11 – 23 tháng 12, 1942)
- Wohlgemut (12 – 22 tháng 3, 1943)

### Tóm tắt chiến công
U-524 đã đánh chìm được hai tàu buôn tổng tải trọng 16.256 GRT:
| Ngày             | Tên tàu        | Quốc tịch      | Tải trọng | Số phận      |
| ---------------- | -------------- | -------------- | --------- | ------------ |
| 8 tháng 12, 1942 | Empire Spenser | United Kingdom | 8.194     | Bị đánh chìm |
| 15 tháng 3, 1943 | Wyoming        | Free France    | 8.062     | Bị đánh chìm |